# James McIntosh (roer)
James "Jim" Stewart McIntosh (9. august 1930 - 24. februar 2018) var en amerikansk roer fra Detroit.
McIntosh vandt en sølvmedalje i firer uden styrmand ved OL 1956 i Melbourne, som makker til brødrene Art og John McKinlay samt John Welchli. USA's båd blev i finalen kun besejret af Canada, mens Frankrig fik bronze. Det var det eneste OL han deltog i.

## OL-medaljer
- 1956:  Sølv i firer uden styrmand